# 橋本到
橋本 到（はしもと いたる、1990年4月28日 - ）は、秋田県秋田市生まれ、宮城県仙台市育ちの元プロ野球選手（外野手）。右投左打。

## 経歴

### プロ入り前
小学校2年から鶴が森少年野球クラブで野球を始め、仙台市立鶴が丘中学校時代は東北シニアに所属（部活動は陸上）。2年時に投手兼中堅手として全国大会出場。
仙台育英高校では1年春からベンチ入りし、秋から中堅手としてレギュラーを獲得。2年春・夏、3年夏と甲子園に3度出場。3年夏は6打席連続ヒットを放つなど、甲子園通算で24打数12安打の高打率を残す。打撃に加え、俊足、強肩の走攻守3拍子が揃った選手として「みちのくのイチロー」の異名で呼ばれた。2008年のドラフト会議において、読売ジャイアンツから4位指名され入団。大森剛スカウトからは「鈴木尚広以上の素質」、「球界を代表する1番打者に」と期待を寄せられた。

### 巨人時代

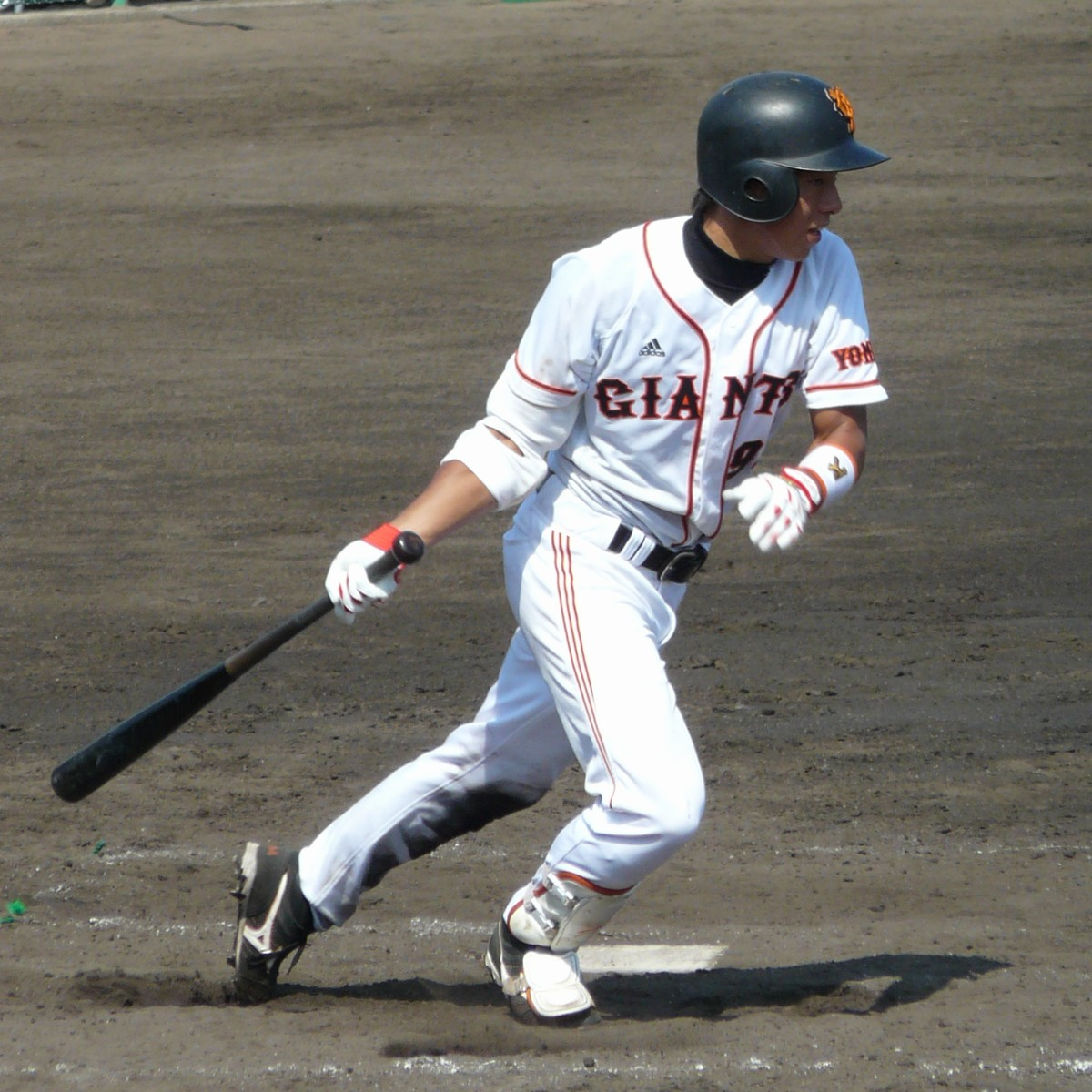
読売ジャイアンツ時代

2009年はイースタン・リーグで5月度の月間MVPを獲得。フレッシュオールスターゲームでも5打数3安打1打点1盗塁の活躍で優秀選手賞を受賞。新人ながらリーグ最多となる106試合に出場し、守備でリーグ1位タイの202刺殺、また補殺は2位の10個に大きく離して17個を記録した。
2010年はイースタン・リーグ開幕戦に「1番センター」で先発出場。松本哲也の負傷に伴い、4月27日に初の一軍登録。同日の中日ドラゴンズ戦でプロ初出場。4月28日に初打席に立ち、結果は振り逃げ。10月には台湾で開催された第17回IBAFインターコンチネンタルカップの日本代表に選ばれ、7試合に先発出場した。また、11月から12月末までオーストラリアン・ベースボールリーグに参加した。
2011年は背番号が「65」に変更。春季キャンプで強肩を披露し、監督の原辰徳から「スローイングはチームでトップクラス」と評される。8月23日にシーズン2度目の一軍昇格を果たすと、プロ初盗塁と初安打を記録。シーズン終了まで守備固めとして一軍に残り、クライマックスシリーズにも出場した。
2012年から背番号が「32」に変更。一軍出場はなく、二軍では打率.307。10月には宮崎フェニックス・リーグに参加した。
2013年は自身初の開幕一軍入り、二軍降格と再昇格を繰り返した後、7月30日の東京ヤクルトスワローズ戦に「二番・右翼」で先発出場した。8月7日の横浜DeNAベイスターズ戦で先発・須田幸太からプロ初本塁打。日本シリーズでは初戦と第2戦に先発出場したが5打数無安打に終わった。イースタン・リーグでは78試合出場で打率.327、守備率.994、デイリースポーツ選定の技能賞を受賞した。
2014年は阪神タイガースとの開幕戦でプロ初の開幕スタメンを勝ち取り、能見篤史から決勝2点適時二塁打。5月8日の試合で守備中に左太ももの肉離れを起こし約2か月間離脱。7月15日のヤクルト戦で8回に復帰後初安打を打ち、延長12回には引き分け寸前の二死二塁から右前に自身初のサヨナラ適時打を打った。8月30日のDeNA戦ではプロ野球史上14人目の1試合5三振を記録。その前日から7打席連続で、セ・リーグの野手では1975年のデーブ・ジョンソンの8打席連続のワースト記録にあと1と迫ったが、翌日の第1打席で二塁打を放ち連続三振記録をストップさせた。同年は自己最多の103試合に出場し、契約更改では倍増となる2800万円でサインした。
2015年3月に元保育士の女性と結婚。開幕直後の3月30日に二軍落ちしたが、4月16日のDeNA戦では相手先発の高崎健太郎との相性の良さを買われ一軍再昇格し即プロ入り初の3番に抜擢され、1号2ランを含む3安打3打点でお立ち台に上がる。しかしシーズン通しては打撃の調子は上がらず成績は前年を大きく下回った。
2016年は、シーズン当初は二軍で迎え、一軍昇格後、「2番・中堅」でシーズン後半はスタメン出場を続けたが、打率は.233。
2017年は、陽岱鋼や石川慎吾の加入もあり出場機会が激減し、打率は.267、6打点。2018年は怪我のため野球自体できない状態が続き、6年ぶりに一軍出場なしに終わった。

### 楽天時代
2018年オフに東北楽天ゴールデンイーグルスに金銭トレードで移籍。巨人入団とともに上京してから10年ぶりに地元である宮城・仙台へ戻ることとなった。
2019年は開幕一軍入りし、4月6日の対オリックス・バファローズ戦（京セラドーム大阪）に9番ライトで先発出場し、2年ぶりに一軍の試合に出場した。しかし、11試合に出場してノーヒットと不調で、5月19日に登録抹消後は一軍に再昇格することなくシーズンを終えた。10月1日に戦力外通告を受ける。怪我無くシーズンを終え、体力や感覚などが取り戻せていると実感していることから現役続行を志望し、11月12日に開催された12球団合同トライアウトに参加。5打席に立ち無安打だったが、4つの四球を選び、二盗も記録した。トライアウトの結果、2020年から始動するプロ野球チーム・琉球ブルーオーシャンズからオファーをもらっていたもののNPB一本に絞るために断りを入れ、NPB球団からのオファーを待っていたが、12月13日に現役引退を決断したことが報道された。

### 現役引退後
2020年からは巨人に戻り、少年野球スクール・ジャイアンツアカデミーのコーチに就任。2019年12月19日に正式契約を交わした。2022年からブランドコミュニケーション部兼広報部に異動となった。
2022年10月13日、2023年シーズンから読売ジャイアンツの二軍外野守備兼打撃コーチに就任することが発表された。12月14日、2023年シーズンから背番号が87になると発表された。2023年シーズンオフには、台湾で開催されるアジア・ウィンター・リーグにて、DeNA、中日、楽天、西武の若手選手による合同チーム「NPB WHITE」にコーチとして派遣される。2024年からは二軍打撃コーチに専任する。

## 選手としての特徴・人物
シュアな打撃、遠投120メートルの強肩と50メートル走6秒0の俊足を武器とする。原辰徳から「守備力、肩の強さでは巨人で1、2番」と高い評価を得ており、本人も「肩が一番のアピールポイント」と語る。一方で、一軍の大舞台でも緊張せず普段通りのプレーをみせることが課題。
現役時代は度重なる故障に悩まされ、12回の肉離れを経験。脹脛の他、脇腹、太腿、背中も肉離れを起こしたことがある。
2015年3月に結婚後、現在は2人の子供に恵まれている。楽天移籍を機に、一度地元の宮城に家族ごと引っ越したが、現役引退後は再度関東に引っ越している。

## 詳細情報

### 年度別打撃成績
| 年 度     | 球 団     | 試 合 | 打 席 | 打 数 | 得 点 | 安 打 | 二 塁 打 | 三 塁 打 | 本 塁 打 | 塁 打 | 打 点 | 盗 塁 | 盗 塁 死 | 犠 打 | 犠 飛 | 四 球 | 敬 遠 | 死 球 | 三 振 | 併 殺 打 | 打 率 | 出 塁 率 | 長 打 率 | O P S |
| --------- | --------- | ----- | ----- | ----- | ----- | ----- | -------- | -------- | -------- | ----- | ----- | ----- | -------- | ----- | ----- | ----- | ----- | ----- | ----- | -------- | ----- | -------- | -------- | ----- |
| 2010      | 巨人      | 2     | 1     | 1     | 0     | 0     | 0        | 0        | 0        | 0     | 0     | 0     | 0        | 0     | 0     | 0     | 0     | 0     | 1     | 0        | .000  | .000     | .000     | .000  |
| 2011      | 巨人      | 33    | 30    | 26    | 5     | 5     | 0        | 0        | 0        | 5     | 0     | 3     | 2        | 2     | 0     | 2     | 0     | 0     | 10    | 0        | .192  | .250     | .192     | .442  |
| 2013      | 巨人      | 35    | 111   | 92    | 9     | 22    | 3        | 1        | 1        | 30    | 8     | 3     | 3        | 10    | 1     | 7     | 0     | 1     | 30    | 0        | .239  | .297     | .326     | .623  |
| 2014      | 巨人      | 103   | 402   | 351   | 47    | 90    | 14       | 0        | 4        | 116   | 35    | 11    | 2        | 14    | 2     | 32    | 0     | 3     | 78    | 5        | .256  | .322     | .330     | .653  |
| 2015      | 巨人      | 68    | 151   | 137   | 19    | 30    | 11       | 1        | 1        | 46    | 10    | 4     | 1        | 3     | 1     | 9     | 0     | 1     | 35    | 1        | .219  | .270     | .336     | .606  |
| 2016      | 巨人      | 74    | 259   | 219   | 27    | 51    | 15       | 1        | 2        | 74    | 20    | 7     | 3        | 20    | 0     | 20    | 0     | 0     | 45    | 4        | .233  | .297     | .338     | .635  |
| 2017      | 巨人      | 78    | 139   | 120   | 19    | 32    | 7        | 1        | 1        | 44    | 6     | 3     | 2        | 6     | 1     | 11    | 0     | 1     | 30    | 2        | .267  | .331     | .367     | .698  |
| 2019      | 楽天      | 11    | 10    | 9     | 1     | 0     | 0        | 0        | 0        | 0     | 0     | 1     | 0        | 0     | 0     | 1     | 0     | 0     | 3     | 0        | .000  | .100     | .000     | .100  |
| 通算：8年 | 通算：8年 | 404   | 1103  | 955   | 127   | 230   | 50       | 4        | 9        | 315   | 79    | 32    | 13       | 55    | 5     | 82    | 0     | 6     | 232   | 12       | .241  | .303     | .330     | .633  |

### 年度別守備成績
| 年 度 | 球 団 | 外野  | 外野  | 外野  | 外野  | 外野  | 外野     |
| 年 度 | 球 団 | 試 合 | 刺 殺 | 補 殺 | 失 策 | 併 殺 | 守 備 率 |
| ----- | ----- | ----- | ----- | ----- | ----- | ----- | -------- |
| 2010  | 巨人  | 2     | 0     | 0     | 0     | 0     | .000     |
| 2011  | 巨人  | 22    | 12    | 0     | 0     | 0     | 1.000    |
| 2013  | 巨人  | 31    | 43    | 1     | 0     | 1     | 1.000    |
| 2014  | 巨人  | 102   | 185   | 5     | 1     | 1     | .995     |
| 2015  | 巨人  | 51    | 77    | 4     | 1     | 0     | .988     |
| 2016  | 巨人  | 70    | 138   | 3     | 1     | 0     | .993     |
| 2017  | 巨人  | 66    | 43    | 1     | 2     | 0     | .957     |
| 2019  | 楽天  | 7     | 2     | 0     | 0     | 0     | 1.000    |
| 通算  | 通算  | 351   | 500   | 14    | 5     | 2     | .990     |

### 記録
初記録
- 初出場：2010年4月27日、対中日ドラゴンズ4回戦（ナゴヤドーム）、9回裏にアレックス・ラミレスに代わり左翼手で出場
- 初打席：2010年4月28日、対中日ドラゴンズ5回戦（ナゴヤドーム）、9回表に平井正史から振り逃げ
- 初盗塁：2011年8月26日、対広島東洋カープ16回戦（MAZDA Zoom-Zoom スタジアム広島）、9回表に二盗（投手：デニス・サファテ、捕手：倉義和）
- 初安打：2011年8月31日、対横浜ベイスターズ14回戦（富山市民球場アルペンスタジアム）、8回裏に山口俊から右前安打
- 初先発出場：2011年9月25日、対阪神タイガース21回戦（阪神甲子園球場）、8番・中堅手で先発出場
- 初打点：2013年7月31日、対東京ヤクルトスワローズ12回戦（東京ドーム）、6回裏に木谷良平から左前適時打
- 初本塁打：2013年8月7日、対横浜DeNAベイスターズ13回戦（横浜スタジアム）、3回表に須田幸太から中越2ラン

その他記録
- 1試合5三振：2014年8月30日、 対横浜DeNAベイスターズ戦（横浜スタジアム） ※NPBタイ記録、史上14人目[29]

### 背番号
- 94（2009年 - 2010年）
- 65（2011年）
- 32（2012年 - 2018年）
- 49（2019年）
- 87（2023年 - ）

### 登場曲
- 「君のそばに」かりゆし58（2011年）
- 「カロン」ねごと（2013年）
- 「make it happen」安室奈美恵 feat. AFTERSCHOOL（2013年）
- 「What Makes You Beautiful」One Direction（2014年 - 2018年）
- 「Live While We’re Young」One Direction（2014年 - 2018年）
- 「アゲイン」WANIMA（2019年途中） - 得点圏以外
- 「ff (フォルティシモ)」大友康平（2019年） - 2019年途中からは得点圏時のみ